# A magyar női labdarúgó-válogatott 2013. november 23-i mérkőzése
Előző mérkőzés - Következő mérkőzés
A magyar női labdarúgó-válogatott világbajnoki-selejtező mérkőzése Kazahsztán ellen, 2013. november 23-án Győrött. A találkozó 4–1-es magyar győzelemmel ért véget.

## Keretek
| Magyarország       | Magyarország | Magyarország | Magyarország     |
| Név                | Kor          | Vál./Gól     | Klub             |
| ------------------ | ------------ | ------------ | ---------------- |
| Aschenbrenner Réka | 19 éves      | 0 / 0        | Budapest Honvéd  |
| Németh Júlia       | 22 éves      | 5 / 0        | Ferencvárosi TC  |
| Kovács Klaudia     | 23 éves      | 6 / 0        | Astra Hungary FC |
| Szeitl Szilvia     | 26 éves      | 50 / 1       | 1. FC Femina     |
| Tálosi Szabina     | 24 éves      | 45 / 4       | FC Südburgenland |
| Tóth II Alexandra  | 21 éves      | 33 / 0       | Viktória FC      |
| Demeter Réka       | 22 éves      | 31 / 0       | MTK Hungária     |
| Szabó Viktória     | 16 éves      | 9 / 0        | Ferencvárosi TC  |
| Pincze Gabriella   | 24 éves      | 1 / 0        | Astra Hungary FC |
| Gál Tímea          | 29 éves      | 54 / 0       | MTK Hungária     |
| Szabó Boglárka     | 20 éves      | 28 / 1       | Astra Hungary FC |
| Mosdóczi Evelin    | 19 éves      | 3 / 0        | Ferencvárosi TC  |
| Smuczer Angéla     | 31 éves      | 88 / 2       | MTK Hungária     |
| Csiszár Henrietta  | 19 éves      | 22 / 2       | MTK Hungária     |
| Palkovics Nóra     | 18 éves      | 8 / 0        | MTK Hungária     |
| Sipos Lilla        | 21 éves      | 32 / 6       | FC Südburgenland |
| Zágor Bernadett    | 23 éves      | 29 / 2       | MTK Hungária     |
| Pádár Anita        | 34 éves      | 113 / 41     | MTK Hungária     |
| Vágó Fanny         | 22 éves      | 51 / 27      | MTK Hungária     |
| Kaján Zsanett      | 16 éves      | 11 / 3       | Ferencvárosi TC  |
| Jakabfi Zsanett    | 23 éves      | 20 / 10      | VfL Wolfsburg    |
| Zeller Dóra        | 18 éves      | 6 / 3        | Ferencvárosi TC  |

| Kazahsztán | Kazahsztán | Kazahsztán | Kazahsztán |
| Név        | Kor        | Vál./Gól   | Klub       |
| ---------- | ---------- | ---------- | ---------- |

 megjegyzés: Az adatok a mérkőzés napjának megfelelőek!

## Az összeállítások
| 2013. november 23. 15:00 |

| Magyarország                              | 4 – 1   | Kazahsztán       |
| ----------------------------------------- | ------- | ---------------- |
| Jakabfi 50' Kaján 54' Zeller 56' Vágó 64' | (0 – 1) | Kirgizbajeva 36' |

| ETO Park, Győr Játékvezető: Marte Sørø (NOR) |

| MAGYARORSZÁG:        |  |
|                      |  |
| Szövetségi kapitány: |  |
| Vágó Attila          |  |

| KAZAHSZTÁN: |  |
|             |  |

## Örökmérleg a mérkőzés után
| Magyarország | :         | Kazahsztán |
| ------------ | --------- | ---------- |
| 1            | Győzelem  | 0          |
| 0            | Döntetlen | 0          |
| 4            | Gólok     | 1          |
| 3/3          | Pontok    | 0/3        |
| 100          | %         | 0          |